# 崔鍾浩
崔鍾浩（2000年10月12日—），為韓國歌手、舞者、演員，KQ娛樂旗下男子團體ATEEZ的成員。2018年10月24日出道，在隊內擔任主唱及忙內。

## 生涯

### 出道前
到KQ娛樂前，為TOP媒體練習生，離開後來到KQ娛樂當練習生。
2017年，參加選秀節目《MIXNINE》。在第一、二輪競演分別表演＜It's Okay＞及＜Ringa Linga＞，以少年組第43名完成比賽。

### ATEEZ出道
2018年10月24日，ATEEZ發行迷你專輯《TREASURE EP.1 : All To Zero》，同日舉行《ATEEZ Debut Showcase》正式出道。

2021年，參演電視劇 《Imitation》。

## 音樂作品

### 參與演唱作品
- 僅列出個人參與的音樂作品，團體作品請參閱ATEEZ#音樂作品

| 日期           | 歌曲名稱 | 專輯                         | MV                                                                                             | 備註  |
| 原聲帶         |          |                              |                                                                                                |       |
| 2022年9月16日  | 青春童話 | 《青春MT》OST Part.1         | （页面存档备份，存于） [MV] 종호(에이티즈) - 청춘동화 [청춘MT OST (Young Actors' Retreat OST)] | [ 6 ] |
| 2022年11月26日 | Gravity  | 《財閥家的小兒子》OST Part.1 | （页面存档备份，存于） [MV] 종호 (Jong Ho) (ATEEZ) - GRAVITY 《재벌집 막내아들》 OST Part.1 ♪  | [ 7 ] |
| 2023年2月28日  | 風       | 《青春月譚》OST Part.2       | [M/V] 종호(ATEEZ) - 바람 :: 청춘월담(Our Blooming Youth) OST Part.2                            | [ 8 ] |
| 2024年4月30日  | A Day    | 《背著善宰跑》OST Part 5     | [Special Clip] ATEEZ(에이티즈) 종호 'A Day'                                                    | [ 9 ] |

## 外部連結
- 崔鍾浩的Instagram帳戶
- ATEEZ的官方網站
- ATEEZ的日本官方網站
- YouTube上的ATEEZ頻道
- ATEEZ的X（前Twitter）
- ATEEZ的Facebook專頁
- ATEEZ的Instagram帳戶